# Unión Democrática (Italia)
Unión Democrática (Unione Democratica) (UD) fue un pequeño partido político italiano de ideología social-liberal.
Fue fundado en 1996 por Antonio Maccanico, Willer Bordon y Giorgio Benvenuto, ambos miembros de la Alianza Democrática. El partido se presentó junto al Partido Popular Italiano en las elecciones generales de 1996, obteniendo cuatro diputados y un senador.
En 1999 se unió a Los Demócratas, liderado por Romano Prodi.
- Datos: Q1058959